# Majcichov
Majcichov é um município da Eslováquia, situado no distrito de Trnava, na região de Trnava. Tem 18,2 km² de área e sua população em 2019 foi estimada em 2158 habitantes.

## Demografia
| Ano:        | 1994 | 2004   | 2014   | 2024    |
| ----------- | ---- | ------ | ------ | ------- |
| Broj ljudi: | 1849 | 1857   | 1912   | 2181    |
| Razlika:    |      | +0,43% | +2,96% | +14,06% |

| Ano:               | 2023 | 2024   |
| ------------------ | ---- | ------ |
| Número de pessoas: | 2179 | 2181   |
| Diferença:         |      | +0,09% |